# 河原町御池
| 京都府道32号標識 | 京都府道37号標識 |

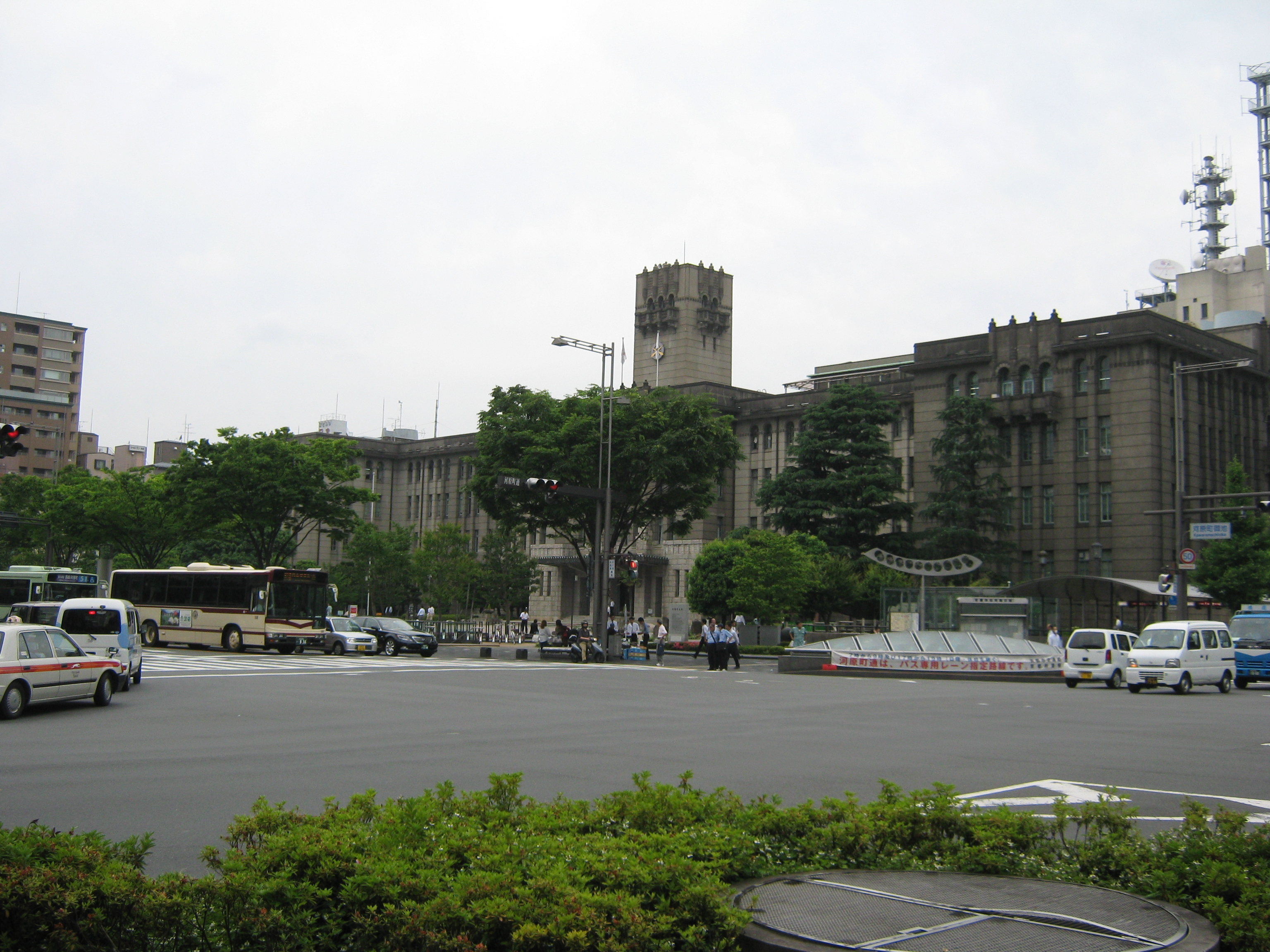
河原町御池交差点と京都市役所

河原町御池（かわらまちおいけ）は、京都市中京区にある交差点、およびその周辺の地域の名称である。

## 概要

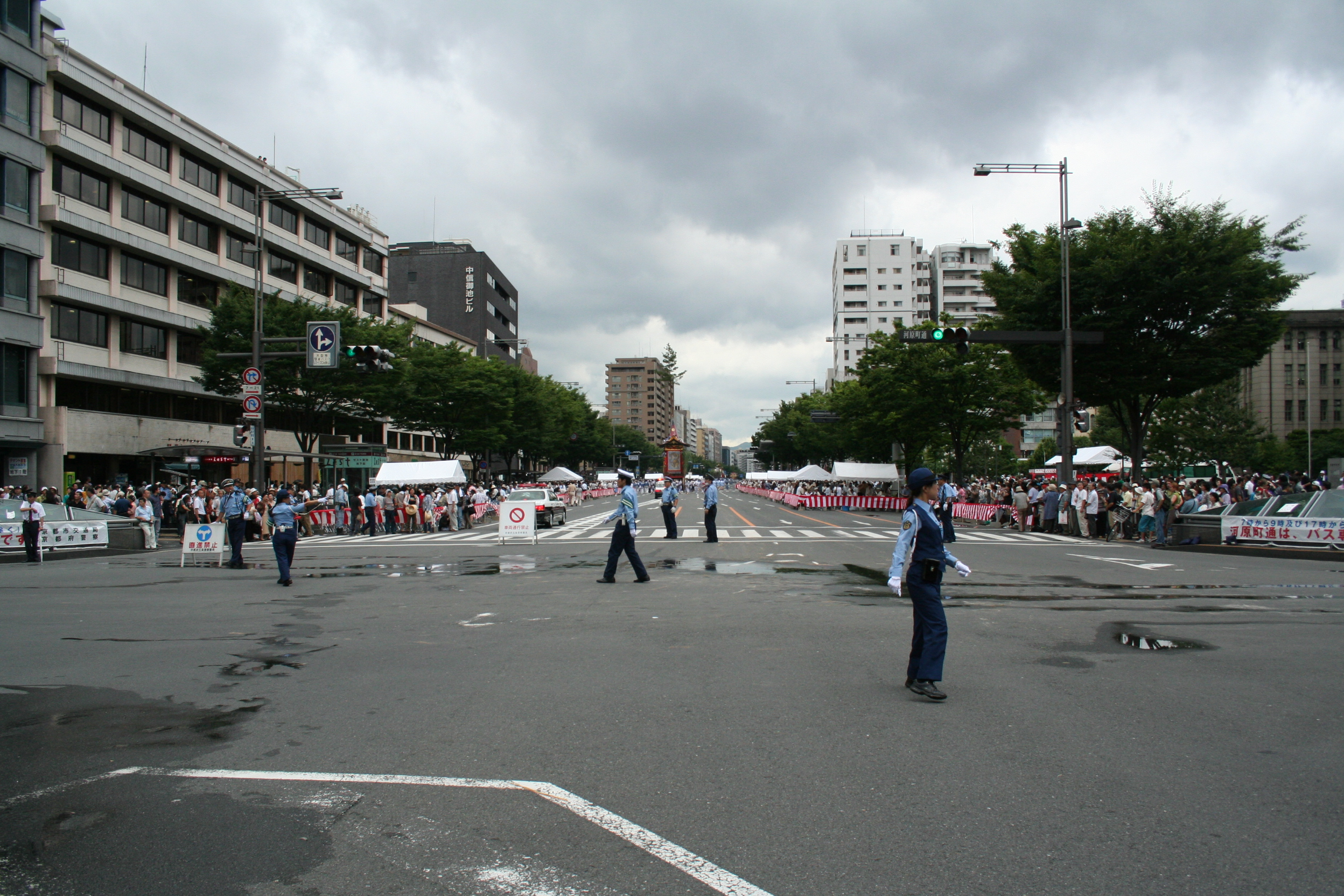
祇園祭、山鉾巡行のルート上にある

南北方向に延びる京都府道32号下鴨京都停車場線（河原町通）と、東西方向に延びる京都府道37号二条停車場東山三条線（御池通）が交差している。
当交差点は、京都市中心部のいわゆる田の字地区（南北には御池通･四条通･五条通、東西には堀川通･烏丸通･河原町通の、合わせて六本の幹線道路に囲まれた地区）の北東角に位置している。京都市内随一の繁華街として賑わう河原町通と、オフィスビルの立ち並ぶ御池通が交わり、昼夜問わず交通量が多い。
京都市役所（1927年 - 1931年竣工）や島津製作所河原町別館（島津製作所旧本社社屋、1927年竣工）を始め、昭和初期に建築された近代建築物が残る一方、京都ホテル（1994年竣工）などの現代的な高層ビルも立ち並んでいる。
当交差点地下には、地下街のゼスト御池や市営駐車場が設けられている。また、2009年（平成21年）11月には、当交差点周辺の歩道上に、自転車を208台収容できる「御池まちかど駐輪場」が設置された。
祇園祭山鉾巡行や花笠巡行、時代祭行列のルート上にあり、催行時には大勢の観光客が訪れる。特に、祇園祭の山鉾巡行では「辻回し」（鉾の向きを直角方向に変える）が行われ、四条河原町から北上してきた山鉾が、烏丸御池方向へと向かっていく。
交差点北西角の京都市役所前広場では、月に1回程度「京都市ごみ減量推進会議」主催のフリーマーケットが実施される。

## 御池通シンボルロード・アート
京都市では、御池通を「シンボルロード」と位置付け、特に当交差点周辺の道路空間にアート作品を設けるなどの整備事業を進めている。

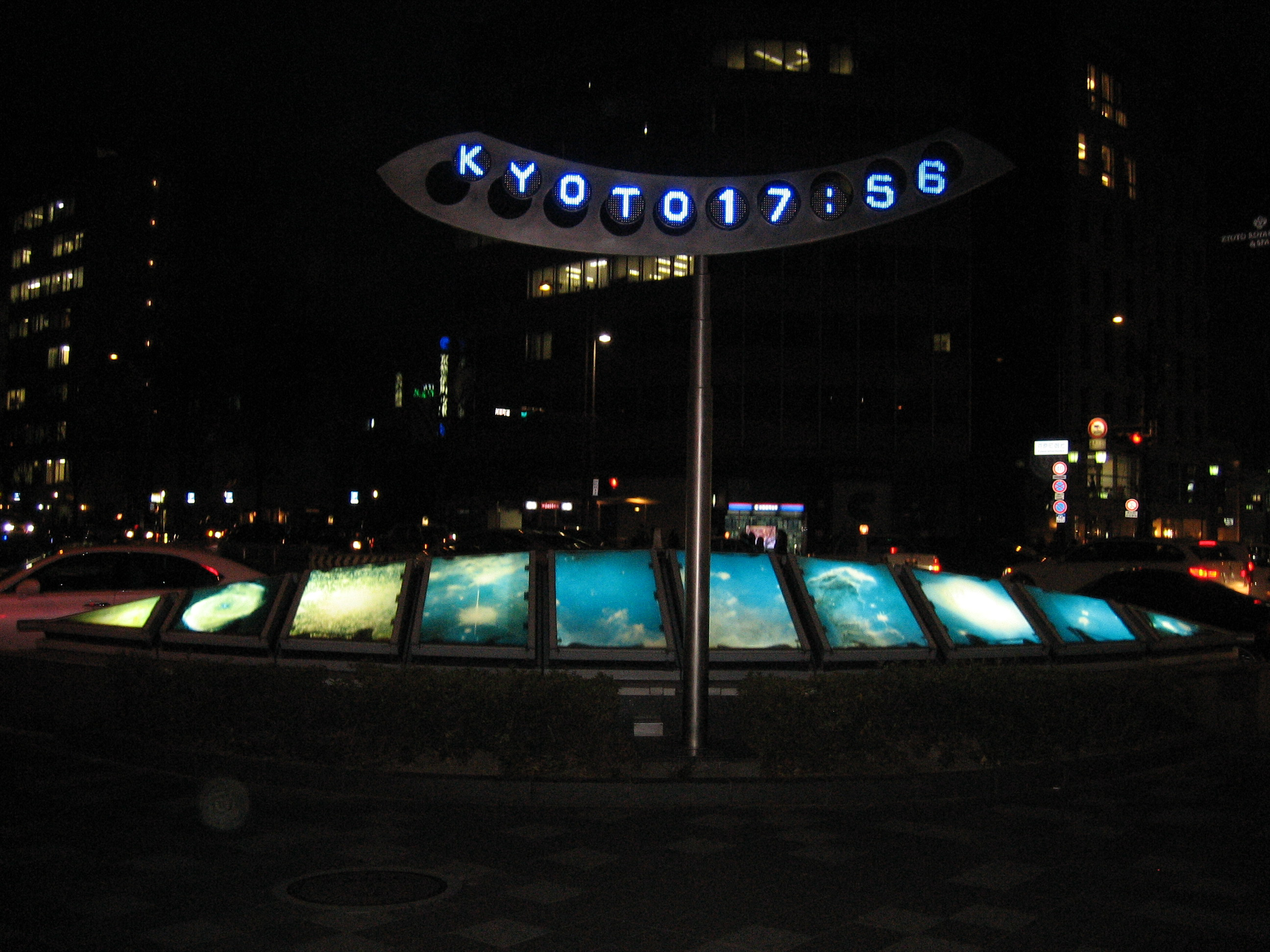
宇宙の時間
2000年（平成12年）3月、交差点歩道上に設置された。時計塔「ゴールドリング・煌（きらめき）」、「星の誕生」から構成される。
アイランドレイク（水の浮島）
2002年（平成14年）3月、神泉苑に代表される庭園の池（御池）と、それに通じる道としての御池通にちなんで、交差点東側の中央分離帯部分に造られた。池の部分には噴水が設けられ、概ね毎日8時半から19時頃まで運転するほか、夜間には青色発光ダイオードが点灯する仕組みになっている。

## 交通機関
- 京都市役所前駅 - 京都市営地下鉄東西線

主な周辺施設、バスのりばについては京都市役所前駅を参照。